# HD 31527
HD 31527 — звезда, которая находится в созвездии Зайца на расстоянии около 125 световых лет от Солнца. Вокруг звезды обращаются, как минимум, три планеты.

## Характеристики
HD 31527 представляет собой жёлтый карлик 7,49 видимой звёздной величины; впервые в астрономической литературе упоминается в каталоге Генри Дрейпера, изданном в начале XX века. Масса и радиус HD 31527 на данный момент не определены, однако, судя по спектральному классу и звёздной величине, можно сказать, что по своим параметрам звезда напоминает наше Солнце.

## Планетная система
В 2011 году Женевской группой астрономов, работающих со спектрографом HARPS, было объявлено об открытии сразу трёх планет в системе: HD 31527 b, HD 31527 c и HD 31527 d. Они представляют собой газовые гиганты, по массе сравнимые с Ураном и Нептуном. HD 31527 b  обращается очень близко к родительской звезде — на расстоянии 0,12 а.е.., совершая полный оборот за 16 с лишним суток.
Орбита средней планеты HD 31527 c лежит на расстоянии 0,26 а.е. от звезды. Год на ней длится около 51 сутки. Третья, самая массивная планета, HD 31527 d, обращается на расстоянии 0,81 а.е. от звезды. Её орбита близка к обитаемой зоне. Открытие планет было совершено методом доплеровской спектроскопии. Общее время наблюдений составило 2719 суток. Ниже представлена сводная таблица их характеристик.